# Бранденбургский государственный оркестр Франкфурта-на-Одере
Бранденбургский государственный оркестр Франкфурта-на-Одере (нем. Brandenburgisches Staatsorchester Frankfurt (Oder), сокр. BSOF) — немецкий международно признанный симфонический оркестр, базирующийся во Франкфурте-на-Одере.

## История и деятельность

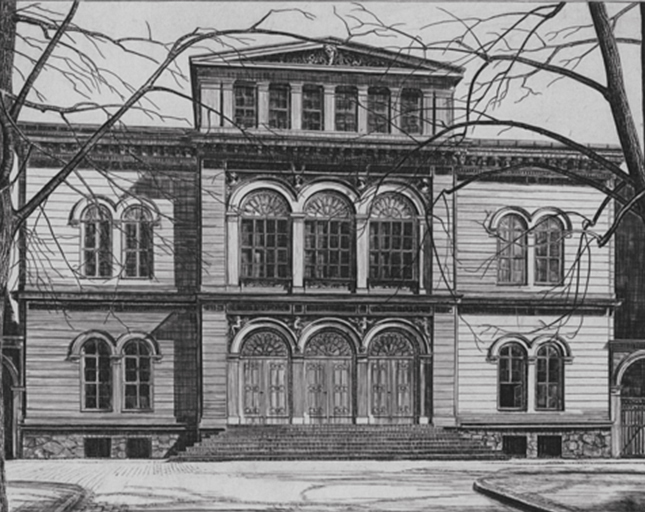
Франкфуртский городской театр, XIX век

Оркестр был основан в 1842 году, его первое публичное выступление состоялось на открытии Франкфуртского городского театра, недавно построенного Карлом Фридрихом Шинкелем, с постановкой оперы «Царь и плотник» Альберта Лорцинга. В 1871 году в городе было образовано Филармоническое объединение, которое организовывало три концерта в год, а также хоровые симфонические концерты Певческой академии. Но в 1895 году эта ассоциация распалась. Составляющие её коллективы продолжили самостоятельные выступления вплоть до Второй мировой войны.
Франкфуртский городской театр во время войны был разрушен. Театральный ансамбль, в который также входил Бранденбургский оркестр, возобновил свою работу в 1946 году в построенном ещё в 1928—1929 годах Отто Бартнингом здании Musiklandheim, которое в 1952 году стало называться Kleist-Theater.
В 1971 году из оркестра театра Kleist-Theater и городского оркестра Frankfurter Kulturorchester, основанного в 1953 году, был создан филармонический оркестр Philharmonische Orchester Frankfurt (Oder). В 1973 году оркестр впервые принял участие в музыкальном фестивале Choriner Musiksommer и с тех пор является одним из постоянных ансамблей этого традиционного музыкального мероприятия.
После распада ГДР греческий дирижёр Никос Афинеос взял на себя управление оркестром, и с тех пор Бранденбургский государственный оркестр Франкфурта-на-Одере работает как А-оркестр по классификации Tarifvertrag für die Musiker in Konzert- und Theaterorchestern. Присоединившись к ФРГ, оркестр дал первые выступления в Берлинской филармонии. Также было налажено сотрудничество с Познанской филармонией. В 1993 году оркестр отделился от Kleist-Theater и стал независимым музыкальным учреждением города Франкфурт-на-Одере.
С 1994 года оркестр официально исполняет роль музыкального посла земли Бранденбург, выступая в качестве музыкального представителя земли в Федеральном выставочном зале в Бонне. 7 апреля 1995 года оркестр был назван Франкфуртским государственным оркестром (Staatsorchester Frankfurt). Когда в 2001 году Хериберт Бейсель занял пост главного дирижёра, оркестр был переименован в Бранденбургский государственный оркестр Франкфурта ( Brandenburgisches Staatsorchester Frankfurt).
Оркестр проводит также гастроли за границей, он выступал в Болгарии, Польше, Литве, Израиле, России, Испании, Франции, Нидерландах, Бельгии, Италии и Японии. Он был удостоен чести дать концерт в зале папских аудиенций в Ватикане 10 декабря 2008 года, посвященный 60-летию Всеобщей декларации прав человека. На этом концерте впервые предстала на дирижёрской трибуне испанская дирижёр Инма Шара. С лета 2010 года оркестр аккомпанирует ежегодной детской опере во время Байройтского фестиваля. Помимо многочисленных записей на компакт-дисках, Бранденбургский государственный оркестр также записал музыку для нескольких фильмов и является членом Европейской кинофилармонии.
Помимо концертной деятельности оркестр посвящает себя области музыкального и культурного образования с детьми и молодежью из Франкфурта-на-Одере и соседних районов — в период с 2009 по 2018 год было реализовано и реализовано девять образовательных проектов. Все эти проекты были реализованы при финансовой поддержке банка Sparkasse Oder-Spree, также спонсорами выступили фонды PwC Stiftung и Drosos Stiftung.
С 1 сентября 2018 года руководство Бранденбургского государственного оркестра Франкфурта состоит из художественного руководителя Роланда Отта и главного дирижёра и генерального музыкального директора Йорга-Петера Вайгле.